# Pelecopsis cedricola
Espèce
Pelecopsis cedricola est une espèce d'araignées aranéomorphes de la famille des Linyphiidae.

## Distribution
Cette espèce est endémique d'Algérie.

## Publication originale
- Bosmans & Abrous, 1992 : Studies on North African Linyphiidae VI. The genera Pelecopsis Simon, Trichopterna Kulczynski and Ouedia gen. n. (Araneae: Linyphiidae). Bulletin of the British arachnological Society, vol. 9, p. 65-85.